# Arfa (Syria)
Arfa (arab. عرفه) – wieś w Syrii, w muhafazie Hama. W 2004 roku liczyła 590 mieszkańców.